# کوه‌های آتش‌فشانی آکان
کوه‌های آتش‌فشانی آکان یک گروه کوه آتش فشانی است که در مرکز هوکایدو در ژاپن قرار دارد.

## لیست قله‌ها
- کوه میکان
- کوه اوکان
- آکان فوجی
- کوه فوپوشی
- کوه فوربتسو
- کوه کن